# Чудаков, Сергей Иванович
Серге́й Ива́нович Чудако́в (31 мая 1937, Москва — 26 октября 1997, там же) — русский поэт и журналист.

## Биография
Родился 31 мая 1937 года в Москве. Сын генерал-майора КГБ (со слов поэта Евгения Рейна). В 1950-х гг. учился на факультете журналистики МГУ, но был отчислен со второго курса при неясных обстоятельствах.
В 1957—1969 гг. занимался журналистикой, публиковал рецензии, интервью, печатался в газете «Московский  комсомолец», журналах «Знамя» и «Театр», в том числе был, по его собственным словам, «псевдонимщиком и негром».
В 1974 г. Чудаков был арестован, признан невменяемым и решением суда отправлен на принудительное лечение. После освобождения из больницы жил в Москве. Неоднократно попадал в психиатрическую клинику; в 1990 г. решением суда был вновь отправлен на принудительное лечение. В последние годы жизни злоупотреблял алкоголем. Долгое время ходили слухи о насильственной смерти Чудакова, но, согласно обнаруженным лишь в 2014 году документам, он умер на улице в Москве от сердечного приступа 26 октября 1997 г..

## Творчество
Наиболее ранние датированные стихи Чудакова написаны были в 1956 году. В декабре 1959 года подборка его стихотворений была опубликована Александром Гинзбургом в самиздатском журнале «Синтаксис». Впоследствии Чудаков не предпринимал попыток напечататься ни в СССР, ни на Западе, но его стихи пользовались известностью и популярностью среди неофициальных поэтов Москвы и Ленинграда.
К. К. Кузьминский в Антологии новейшей русской поэзии «У Голубой лагуны» писал, что стихи Чудакова любил Иосиф Бродский. Последнее подтверждается тем, что в 1973 г. Бродский откликнулся на слухи о гибели С. Чудакова (якобы замёрзшего в подъезде) стихотворением «На смерть друга».
Евгений Рейн, товарищ обоих, считает пассаж «<…> Белозубой змее в колоннаде жандармской кирзы…» в последнем стихотворении намёком Бродского на работу друга на КГБ: «У Чудакова была бесконечно белая улыбка и о нём ходили слухи, что он — профессиональный стукач. Отсюда „жандармская кирза“». Несмотря на то, что впоследствии выяснилось, что Чудаков жив, Бродский включал мнимую эпитафию в свои сборники. Также Рейн утверждает, что видел покойного за неделю до его смерти в сквере возле дома Союза писателей. С его слов Чудаков «лежал на скамейке головой на сумке», поскольку «потерял квартиру… сдал квартиру на Кутузовском, взял вперёд деньги, подписал какую-то бумагу и его выгнали. И у него не было крыши над головой. Когда наступила осень, он действительно замёрз. Так что Бродский предсказал его смерть. И не известно, где он похоронен…»
Впервые в официальной печати стихи Чудакова появились в 1978 г., когда в журнале «Волга» вышел автобиографический роман Олега Михайлова «Час разлуки», куда они были включены как стихи одного из персонажей. В 1980 г. несколько стихотворений было опубликовано в США, в Антологии новейшей русской поэзии «У Голубой лагуны». В 1990-х гг. стихи Чудакова печатались в периодике, в поэтических антологиях «Строфы века» (1995), «Самиздат века» (1997), «Поэзия второй половины XX века» (Сост. И. А. Ахметьев, М. Я. Шейнкер. — М.: СЛОВО/SLOVO, 2002) и др., но эти публикации опирались на небольшой корпус известных стихотворений и часто повторяли друг друга.
Лишь в середине 2000-х в архиве Д. Н. Ляликова был обнаружен машинописный сборник Чудакова, что позволило в 2007 году выпустить книгу «Колёр локаль», составленную Иваном Ахметьевым (второе, дополненное и исправленное издание вышло в 2008 году).
Стихи переведёны на французский Тьерри Мариньяком (Thierry Marignac). сербский (переводчик Светислав Травика), болгарский языки.

## Книги
- Колёр локаль. — М.: Культурная революция, 2007. — 160 с. (Культурный слой). Сост. и комм. И. Ахметьева.
- Колёр локаль. — М.: Культурная революция, 2008. — Изд. 2-е, испр. и доп. (Культурный слой). — 176 с. Сост. и комм. И. Ахметьева.
- Справка по личному делу: стихотворения, статьи, биография, комментарии. — М.: Культурная революция, 2014. — 512 с. [в том числе 8 л. ил.] Сост. и комм. И. Ахметьев, В. Орлов. (Культурный слой).